# Гинцбург, Илья Яковлевич
Илья́ Я́ковлевич Ги́нцбург (Элиаш [Элиас] Янкелевич Гинзбург) (15 [27] мая 1859, Гродно, Российская империя — 3 января 1939, Ленинград, СССР) — русский и советский скульптор еврейского происхождения, последователь передвижников, видная фигура в петербургской — ленинградской скульптуре Серебряного века и начала советской эпохи, педагог и писатель; ближайший ученик и друг Марка Антокольского, протеже Владимира Стасова. Академик Императорской Академии художеств (с 1911), профессор ВХУТЕМАС в Петрограде (1918), член Ассоциации художников революционной России (с 1923).

## Биография

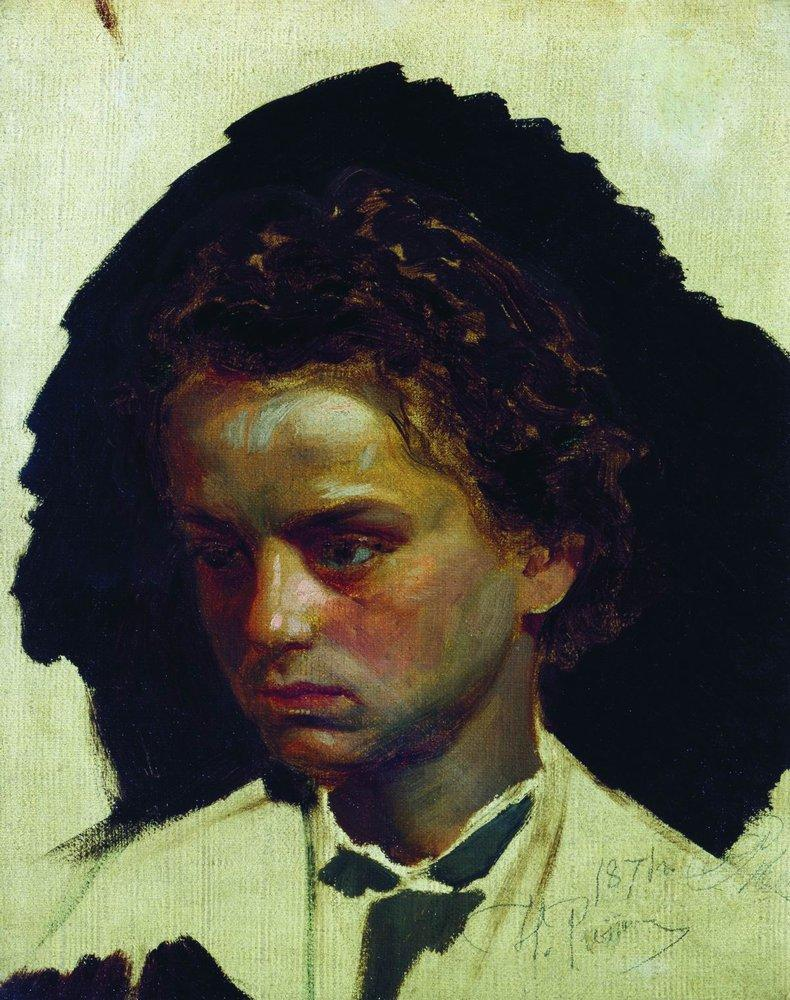
И. Е. Репин. Илья Гинцбург (этюд для картины «Воскрешение дочери Иаира»). 1871
Холст, масло. 30 × 25 см
Третьяковская галерея, Москва

Детство провёл в Вильно, где на него обратил внимание скульптор М. Антокольский. С 1870 года обучался в мастерской М. Антокольского в Санкт-Петербурге, сопровождал его в поездке по Италии. По возвращении поступил в реальное училище, затем (с 1878) — на скульптурное отделение Императорской Академии художеств, где учился у А. Р. фон Бока, Н. А. Лаверецкого и И. И. Подозерова. В 1886 году, за работу «Плач пророка Иеремии на развалинах Иерусалима», получил малую золотую медаль и звание классного художника 1 степени. С 1918 — профессор-руководитель скульптурной мастерской петроградских Государственных свободных художественных мастерских. В 1921—1923 — декан скульптурного факультета Высших художественно-технических мастерских.
4 (17) апреля 1918 года женился на 23-летней стенографистке Алисе Яковлевне Бокум. На момент заключения брака проживал по адресу: Алексеевская, д. 5, кв. 5.
Похоронен в Александро-Невской лавре на Тихвинском кладбище — Некрополе мастеров искусств (Южная дорожка).

## Работы
Создал памятники Н. В. Гоголю (в местечке Сорочинцы), И. К. Айвазовскому (в г. Феодосия), А. С. Пушкину в Екатеринославе. Автор надгробия В. В. Стасова (Музей городской скульптуры, Санкт-Петербург).
В советское время участвовал в осуществлении плана монументальной пропаганды, создав в Ленинграде памятник Г. В. Плеханову (перед зданием Технологического института в соавторстве с М. Я. Харламовым) и памятник Д. И. Менделееву.
Гинцбург известен и как мастер малой пластики (статуэтки И. И. Шишкина, В. В. Верещагина, И. Е. Репина, В. И. Сурикова, Л. Н. Толстого, Д. И. Менделеева и других).

## Семья
Племянник — Александр Сигизмундович Волковысский (1883—1961) — скульптор, член организации Б. В. Савинкова; жил на квартире И. Я. Гинцбурга.

## Галерея

Илья Яковлевич Гинцбург
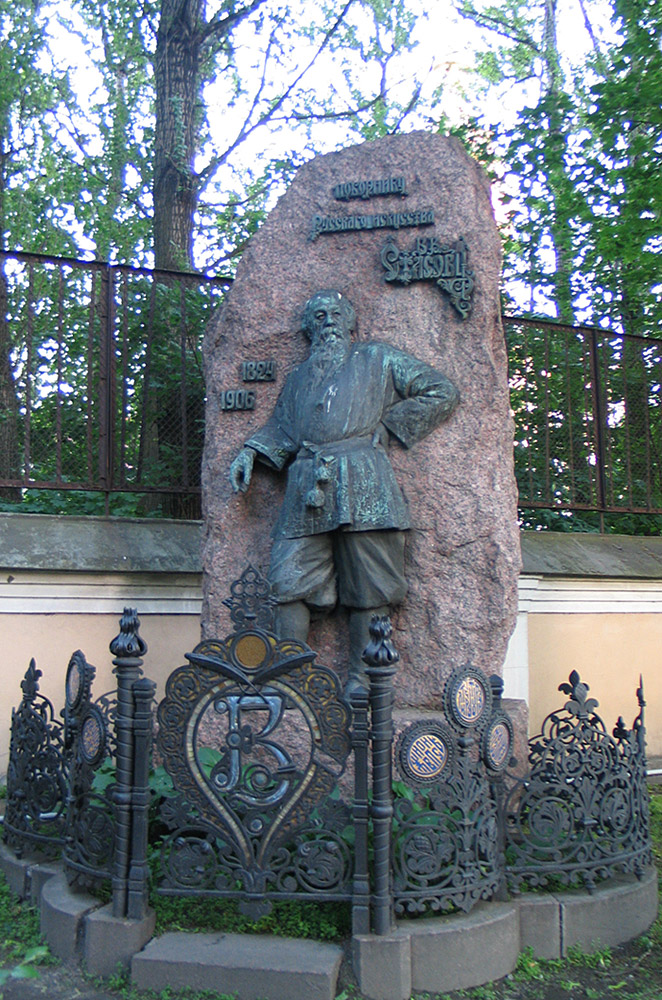
Памятник на могиле В. Стасова
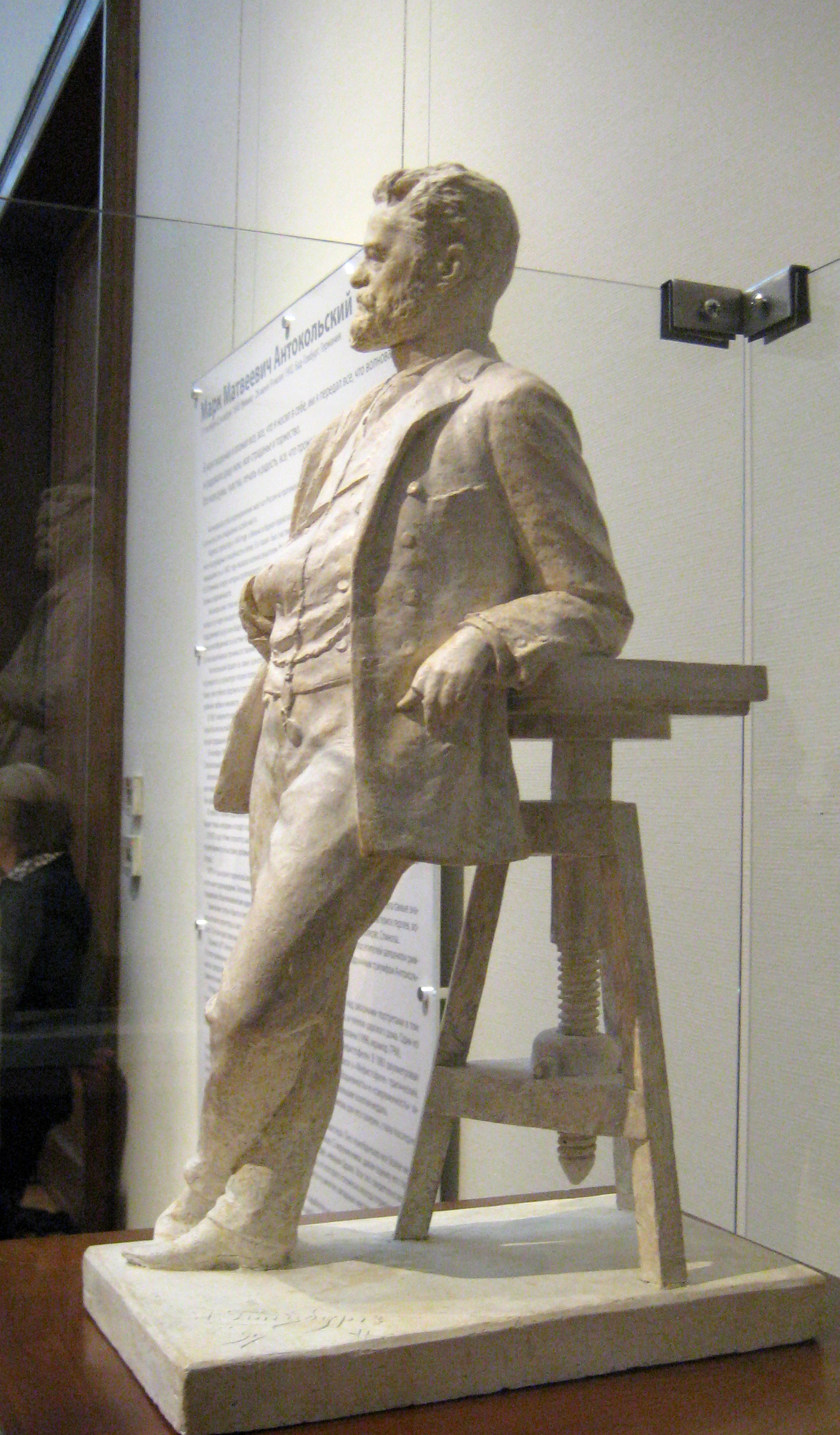
Портрет Антокольского
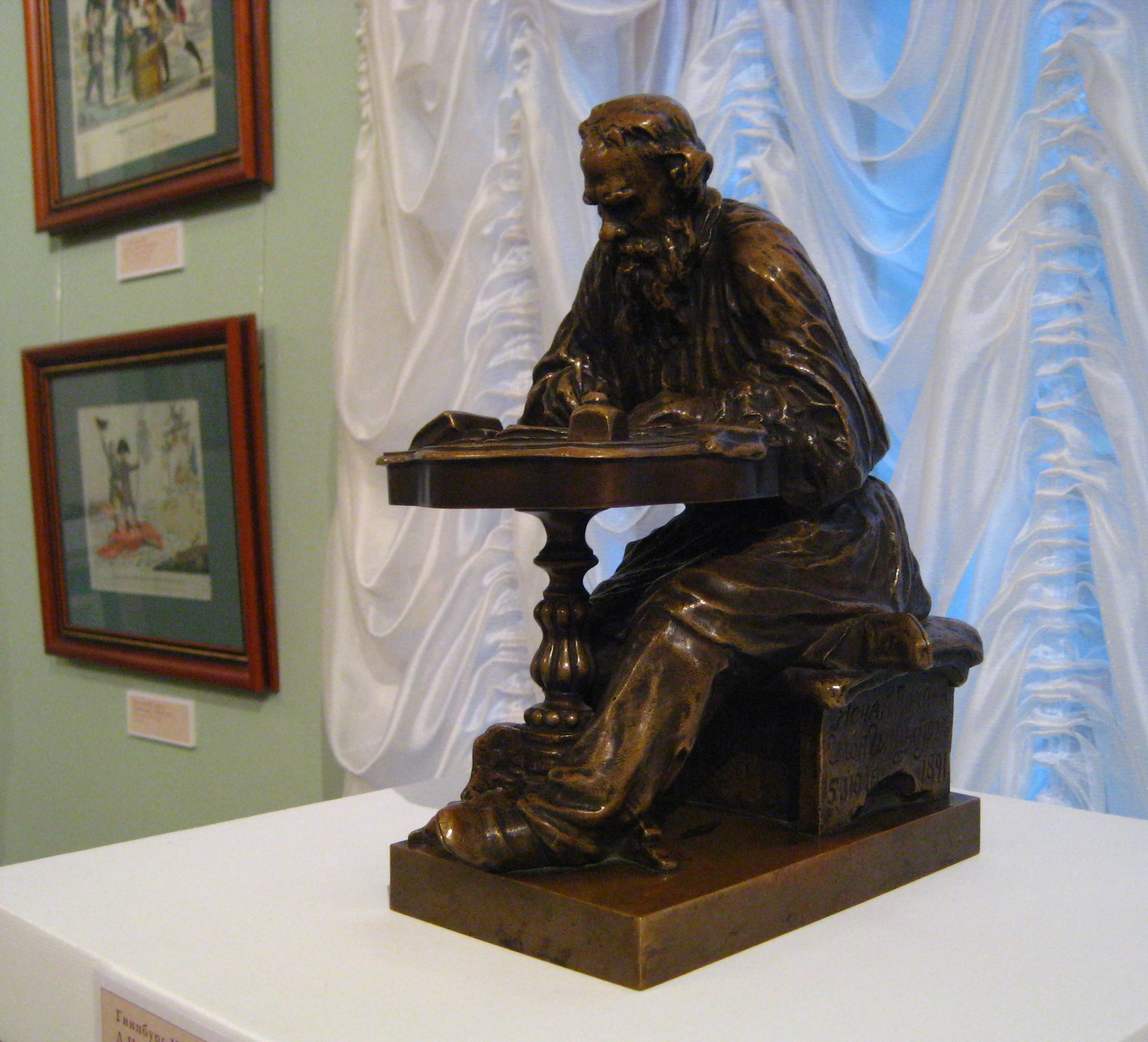
Лев Толстой за работой
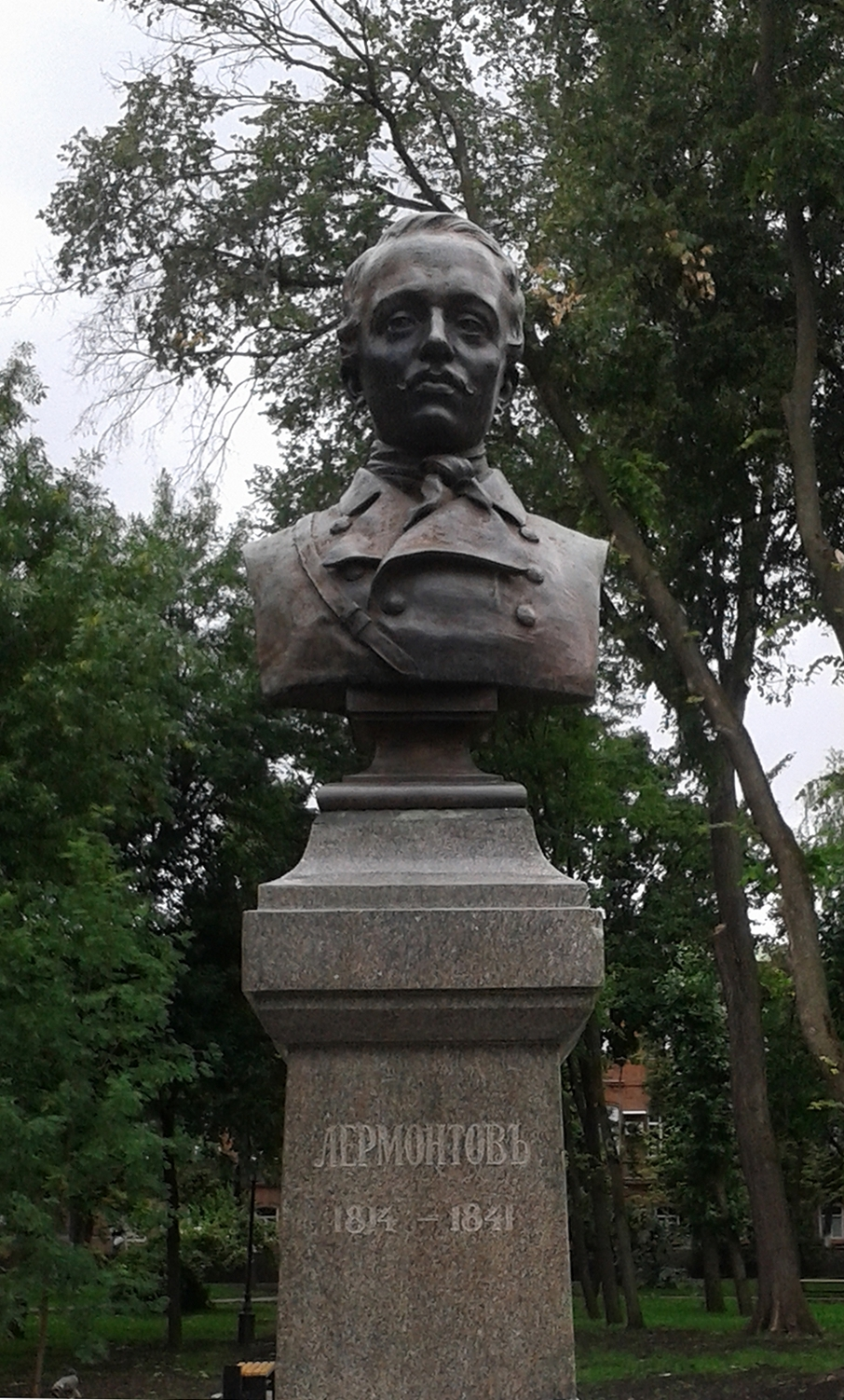
Бюст М. Ю. Лермонтова в Пензе, 1892 г.
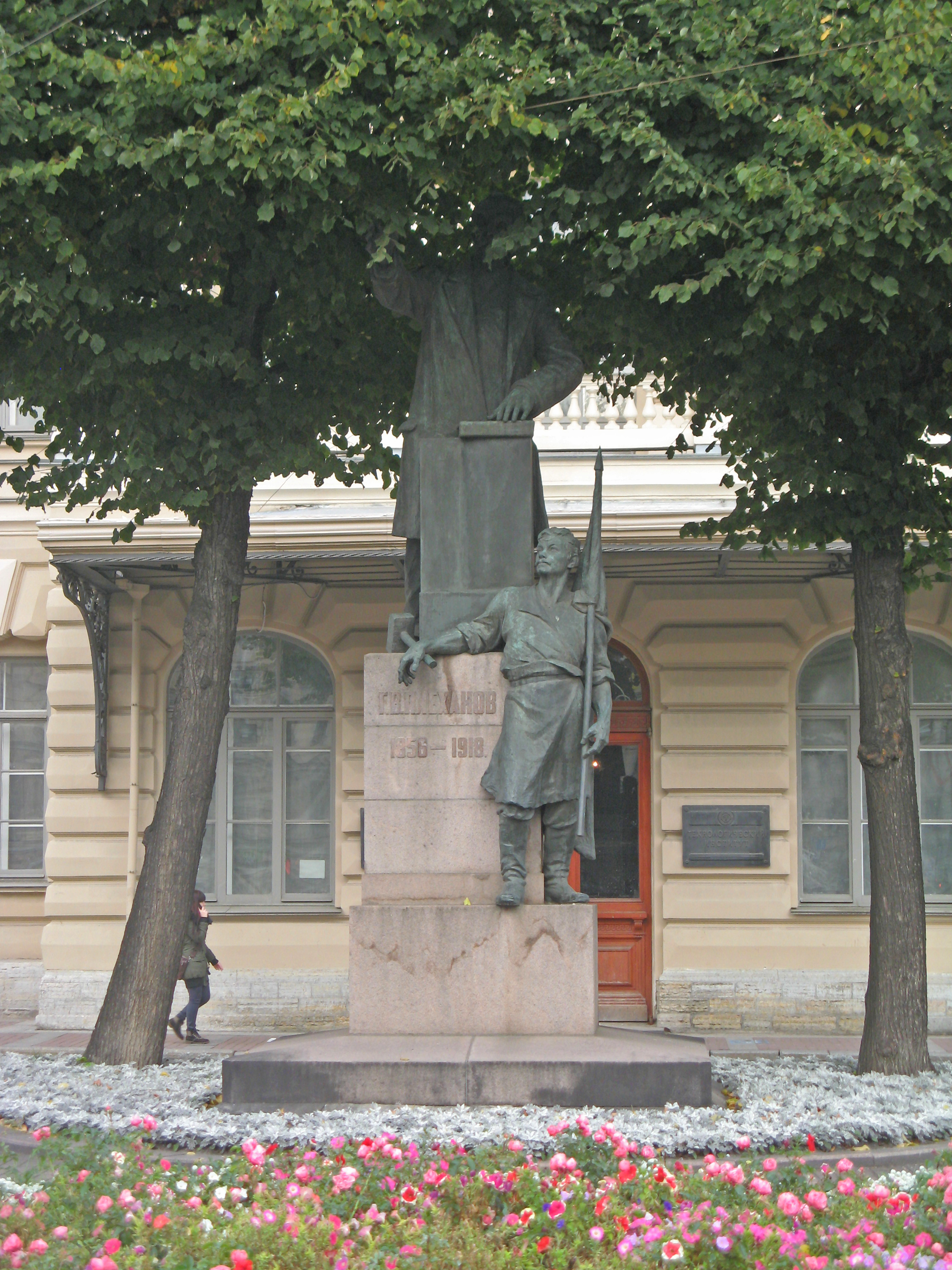
Памятник Плеханову перед зданием СПбГТИ
Памятник И. Айвазовскому в Феодосии, 1930

## Публикации текстов
- Гинцбург И. Я. Из моей жизни / И. Я. Гинцбург. — СПб. : Тип. т-ва «Труд», 1908. — [2], 221, [2] с., [1] л. ил. : ил.
- Гинцбург И. Я. Из прошлого : воспоминания; с портретом автора и 9 снимками / академик Илья Гинцбург. — Л. : Государственное издательство, 1924. — 178 с. : ил. — 5000 экз.
- Гинцбург И. Я. Скульптор Илья Гинцбург : Воспоминания. Статьи. Письма / [Сост.: Е. Н. Маслова; вступ. статья А. К. Лебедева]. — Л. : Художник РСФСР, 1964. — 280 с., 13 л. ил. : ил. — Указ. в: Острой и Саксонова, 2012, с. 442, № 2307. — 10 000 экз. — OCLC 6587722.